# Крюкова, Ольга Владимировна
Ольга Владимировна Крюкова (род. 16 марта 1995, Самара) — российская самбистка и дзюдоистка, призёр чемпионатов России по самбо, мастер спорта России по дзюдо и самбо, Заслуженный мастер спорта России по универсальному бою (2015). Выступает в весовой категории до 68 кг. Тренируется под руководством Анны Сараевой. Представляет спортивный клуб «Динамо» (Самара).

## Спортивные результаты
- Первенство России по дзюдо 2012 года среди юниоров — ;
- Первенство России по дзюдо 2014 года среди юниоров — ;
- Первенство России по дзюдо 2015 года среди молодёжи — ;
- Чемпионат России по самбо 2015 года — ;
- Чемпионат России по самбо 2016 года — .
- Чемпионат России по самбо 2017 года — ;